# Wendy Griner
Wendy Elizabeth Griner (* 16. April 1944 in Hamilton, Ontario) ist eine ehemalige kanadische Eiskunstläuferin, die im Einzellauf startete. 
Die kanadische Meisterin von 1960 bis 1963 nahm im Zeitraum von 1960 bis 1964 an vier Weltmeisterschaften teil. Ihre einzige Medaille gewann sie bei der Weltmeisterschaft 1962 in Prag, als sie Vize-Weltmeisterin hinter der Niederländerin Sjoukje Dijkstra wurde. Sie bestritt zwei Olympische Spiele, 1960 in Squaw Valley wurde sie, als jüngste weibliche Athletin der Spiele, Zwölfte und 1964 in Innsbruck Zehnte. 

## Ergebnisse
| Wettbewerb / Jahr          | 1960 | 1961 | 1962 | 1963 | 1964 |
| -------------------------- | ---- | ---- | ---- | ---- | ---- |
| Olympische Winterspiele    | 12.  |      |      |      | 10.  |
| Weltmeisterschaften        | 7.   |      | 2.   | 4.   | 11.  |
| Kanadische Meisterschaften | 1.   | 1.   | 1.   | 1.   | 2.   |